# Сенатулова, Полина Рафаэлевна
Полина Рафаэлевна Сенату́лова (род. 19 июня 2001) — российская скрипачка, победительница ряда конкурсов, среди которых «Щелкунчик».

## Биография
Родилась 19 июня 2001 года в городе Димитровграде Ульяновской области. Юный музыкант (скрипка) Полина Сенатулова с дошкольного возраста начала брать уроки скрипичного искусства у заслуженного работника культуры Г. И. Велигжаниной, педагога Детской школы искусств № 3 города Ульяновска, и, завершив обучение в городской музыкальной школе, продолжила образование в московской «Центральной музыкальной школе при МГК им. П. И. Чайковского» в классе скрипачки и певицы А. Н. Соколовой. Обучение продолжила в Московской государственной консерватории им. П. И. Чайковского.
Мать Полины, ульяновка Елена Сенатулова, утверждала, что в их семье никогда не было музыкантов, кроме родственников, увлекающихся застольным любительским пением, первый раз дочка услышала скрипку в год, а в три года, по воспоминаниям родителей, сама добровольно ходила к репетитору, кстати, уже тогда Полина Сенатулова умела писать и самостоятельно читала книги о мире животных. Музыкант Галина Велигжанина, первый учитель Сенатуловой, утверждала, что девочке, к счастью, обучение давалось очень легко, когда как её родители, программисты, буквально „днями и ночами работали“ для обеспечения конкурсных и образовательных поездок дочери. Огромной удачей называла известный музыкальный критик М. В. Карасёва поступление Сенатуловой в 2011 году в московскую «Центральную музыкальную школу» к педагогу и музыканту Анне Соколовой, которое обусловило получение ей «Золотого Щелкунчика» 2013 года. Неизменную поддержку оказывала Полине музыкант Екатерина Мечетина, так, при её содействии, радио классической музыки «Орфей» создало передачу, целиком посвящённую Сенатуловой. «Судьба Полины напоминает добрую сказку», так описывала газета «Новые Известия» музыкальные успехи девушки.
По информации российского телеканала «Культура», Сенатулова с удовольствием посещала оперные спектакли и участвовала в школьных театральных постановках, любила музыкальную импровизацию, в 2014 году сообщалось, что «Полина Сенатулова за год успела собрать трио». «Хочу стать классной солисткой и играть так же, как мой любимый Игорь Ойстрах».
Начиная с сентября 2015 года является ведущим проекта «Классическая среда с Полиной Сенатуловой» в Музее Ар Деко в Москве, где она выступает сама, приглашает к участию других музыкантов, а также ведёт беседы о классической музыке со зрителями. В 2016 году она принимала участие в международном фестивале «Peregrinos Musicales» (Сантьяго-де-Компостела).

## Конкурсы
С пяти лет Полина Сенатулова становилась лауреатом музыкальных конкурсов, в том числе международных, среди них:
- Конкурс юных исполнителей «О времени и о себе…» (Москва, 2006, лауреат I степени)[29],
- 2-й[30] Международный конкурс «Современное искусство и образование»[31] (Москва-Руза, 2007, гран-при)[32],
- I Приволжский фестиваль-конкурс юных исполнителей «Я буду музыкантом» (Тольятти, 2009, I премия)[33],
- V Всероссийский конкурс скрипачей им. В. Ф. Бобылёва (Рязань, 2009, III премия)[34][35],
- II Международный фестиваль-конкурс «Виктория» (Казань, 2011, II премия)[36],
- Региональный конкурс «Волшебный смычок» (Ульяновск, 2011, I премия)[37],
- IX Международный конкурс молодых музыкантов (I премия)[38],
- Финалист конкурса «Щелкунчик» (2013, I премия)[39].

## Концерты и выступления
- Концерт в посольстве Российской Федерации во Франции[40], 2013.
- Фестиваль «Январские вечера»[41], 2014.
- Международный молодёжный фестиваль искусств „Зелёный шум“[42], 2014.
- Благотворительный концерт «Героям Первом мировой»[43], 2014.
- Радиоконцерт Полины на радио «Орфей»[44], 2014.
- Концерт лауреатов Международного телевизионного конкурса «Щелкунчик»[45][46], 2014.
- Выступления в «МГК имени П. И. Чайковского», 2016—2017.

## Отзывы и критика
Скрипачка Сенатулова одна из первых участниц Splayn, в рамках которой была получена рецензия музыковеда Марины Карасёвой; критик, отметив, что «телевизионный характер конкурса сделал Полину Сенатулову „лицом медийным“», сказала следующее:

Полина играет Лало по-другому. Строго и упрямо. Сдержанно и напористо. Более графично. И очень по-взрослому.— Марина Карасёва о манере игры Полины Сенатуловой.

## Поощрения
В 2008 году имя Полины, на тот момент самой молодой участницы, было занесено в Золотую книгу Почёта молодёжи Ульяновской области, в 2009 она стала стипендиатом Российского фонда Культуры. Стипендиат «Международного благотворительного фонда Юрия Розума», а также Фондов Владимира Спивакова и «Новые имена».
В 2017 году, в «МГК имени П. И. Чайковского», награждена почётным знаком «За поддержку культуры и искусства»